# Диск-џокеј
Диск-џокеј (скраћ. DJ — ди-џеј) је особа која је одговорна за пуштање музике, на пример у клубовима, на модним ревијама, радио-станицама, и слично. Оригинална ријеч диск се у почетку односила на грамофонске плоче, а не на компакт-дискове који су се касније појавили.
Постоји неколико врста ди-џејева (ди-џејеви који пуштају музику на радио-станицама, ди-џејеви који пуштају хип хоп музику и слично). Међутим, најпопуларнији су ди-џејеви који пуштају музику у разним кафићима, клубовима, дискотекама, итд. Такви ди-џејеви се пре свега опредељују за електронску, денс, хаус и сличну музику.

## Ди-џеј сет
Ди-џеј сет (скуп) је припремљен материјал, винил плоче, компакт-дискови, музички одбирци (семплови, узорци), које ће ди-џеј пуштати.

## Ди-џеј пулт
Ди-џеј пулт подразумева сву неопходну опрему коју ди-џеј користи приликом наступа. Опрема углавном подразумева слушалице, компјутер/лап топ или грамофон (уз компјутер је неопходан одговарајући софтвер, а уз грамофон су неопходне плоче), миксету и контролере.

## Ди-џејеви у Србији
Први диск-џокеји у Београду су се појавили са првим диско клубовима, шездесетих година двадесетог века, који и нису били прихваћени у тадашњем социјалистичком друштву. Седамдесетих година двадесетог века је најпопуларнији радијски диск-џокеј у бившој Југославији био Зоран Модли. Један од првих клупских диск-џокеја је био Сава Радосављевић, који је пуштао музику у популарном „Таш клубу“, једно време познатом и под именом „Цепелин“. Доба тадашњих диск клубова се завршава осамдесетих година са диск клубом „Дуга“ и последњим широко познатим ди-џејем Мистер Чупком.
Данас се најпознатијим ди-џејевима у Србији сматрају Марко Настић и Дејан Милићевић.
У свету је позната и ди-џеј српског порекла (по оцу), Ди-џеј Милинка.